# Оралманы
Оралманы (каз. оралмандар — «возвращенцы») — этнические казахи-репатрианты, переселяющиеся в Казахстан из соседних стран (Узбекистан, Китай, Туркменистан, Россия, Кыргызстан), а также ряда других государств проживания казахской диаспоры (Монголия, Иран, Афганистан, Пакистан и другие). С 1 января 2021 года в документообороте и официозе Казахстана используется синоним к слову оралман  — кандас (каз. қандас — «однокровка»). 
По официальным данным, за 33 года (с 1991 года по 1 июня 2024 года) в Казахстан переехали (репатриировались) 1 135 700 казахов. 
Наиболее высокой концентрацией кандасов отличаются Туркестанская, Алматинская, Мангистауская область, в том числе город Жанаозен, а также города Алматы, Астана и Тараз. Большая часть кандасов последней волны стремятся поселиться в столице или крупных областных центрах, где легче найти работу. С 2014 года для переселения были исключены города Астана и Алматы.

## Предпосылки для переселения
Главными предпосылками для программы переселения этнических казахов в Казахстан были неблагоприятное демографическое состояние Казахстана после распада СССР, а также мотивы оказания помощи зарубежным казахам путём переселения их в Казахстан и предоставления им гражданства Казахстана.
Президент Казахстана Назарбаев, выступая на III Всемирном курултае казахов (сентябрь 2005 года), привел следующие оценки:
«В настоящее время зарубежные казахи проживают более чем в 40 странах мира, причем подавляющее их большинство — в соседних и сопредельных с Казахстаном государствах. По последним сведениям, в Узбекистане проживает полтора миллиона казахов, в Китае — 1 миллион 500 тысяч, в России — около миллиона, в Туркменистане — 100 тысяч, в Монголии — 80 тысяч, в Кыргызстане — 45 тысяч казахов. Из других стран казахи наиболее многочисленны и проживают компактно в Турции, Иране и Афганистане. В странах Европы казахи представлены горстками, а в странах Северной и Южной Америки их единицы».
 Самую большую долю среди этнических казахов за рубежом составляют потомки тех, кто покинул Советский Союз в 1920—1930-е годы, спасаясь от репрессий, насильственной коллективизации и голода. Считается, что не менее 200 000 казахов покинули Советский Союз, переехав преимущественно в Китай, Монголию, Афганистан, Иран, Турцию, Саудовскую Аравию, Британскую Индию, в то время как число казахов в соседних советских республиках (особенно в Узбекской ССР, РСФСР и Туркменской ССР) в период с 1926 по 1930 годы увеличилось в 2,5 раза, составив свыше 794 000 человек. В результате «славянской» иммиграции, начавшейся в XVIII—XIX веках и продолжившейся в советский период, которая сопровождалась массовым переселением и насильственной миграцией, к середине 1930-х годов казахи превратились в национальное меньшинство в своей республике. Несмотря на то, что в последующие годы эта тенденция изменилась, в 1989 году доля казахов лишь ненамного превышала долю русских.
С начала 1990-х в Казахстан начали переселяться казахи как из стран — бывших республик СССР, так и из государств дальнего зарубежья. Их интеграция в казахское и, шире, казахстанское общество различается по ряду показателей. Казахи из бывших советских республик менее болезненно интегрировались из-за примерно одинакового менталитета и культуры, уровня жизни и бытовых привычек, знания русского языка. Наблюдались значительные колебания по числу прибывших в различные периоды.
На 2024 год самые большие группы казахов проживают на территории Китая (примерно 1,5 миллиона) и России (более 600 тысяч). Крупные диаспоры значатся также в Узбекистане и Монголии, частично в Турции и Афганистане. 

## Основные страны отбытия
Основные страны отбытия оралманов расположены на территориях от Восточной Азии до Ближнего Востока и Западной Европы. За период с 1991 по 2005 г. основными странами отбытия оралманов стали Узбекистан (285 409), Монголия (71 507), Туркменистан (41 787), Китай (22 117) и Россия (18 632). Среди стран отбытия следует назвать Кыргызстан, Иран, Турцию, Афганистан, Пакистан и Таджикистан; некоторое число оралманов прибыло из других стран СНГ, Восточной Европы, Дании и Израиля.
С 1991 по 2015 г. в Казахстан репатриировались 953 908 казахов. Большинство оралманов — 61,5 % — прибыли из Узбекистана, 14,3 % являются выходцами из Китая, 9,3 % — из Монголии, 6,8 % — из Туркменистана, 4,6 % — из России и 3,5 % — из других стран.
По данным Министерства труда и социальной защиты населения, в целом с 1991 года до сентября 2023 года в республику вернулись 1 млн 123,2 тыс. этнических казахов.

## Численность
В 2005 г. численность оралманов составила около 80 % от количества всех иммигрантов, прибывших в страну.
За период 1991—2010 гг. по миграционной программе в республику прибыло свыше 192 тыс. семей, или 750 тыс. оралманов, в том числе по новой программе «Нұрлы көш» («Светлая кочёвка»).
Численность переселившихся за период с 1991 по 2014 г. в Республику Казахстан оралманов составляет более 952 тыс. человек.
За 25 лет (с 1991 по 1 января 2016 года) в Казахстан приехали 957 764 оралмана, если же учитывать их потомков, а также прибывших без помощи государственной программы по переселению — более 1 млн чел (около 8% всех казахов республики).
За 33 год (с 1991 года на 1 февраля 2022 года) в Казахстан приехали 1 135 700 казаха

## Льготы
Согласно казахстанскому законодательству (закон Республики Казахстан «О миграции населения»), переселенцы-кандасы пользуются определёнными льготами. К основным из них относятся:
- оказание помощи в трудоустройстве, повышении квалификации и в освоении новой профессии;
- создание условий для изучения государственных языков;
- освобождение от службы в рядах Вооружённых Сил в порядке, установленном законодательством Республики Казахстан;
- выделение квоты для поступления в организации среднего профессионального и высшего профессионального образования;
- предоставление нуждающимся мест в школах, дошкольных организациях, а также учреждениях социальной защиты;
- выплата пенсий и пособий;
- реализация прав восстановленных в гражданстве на компенсации для жертв массовых политических репрессий;
- освобождение от консульских сборов за выдачу виз на въезд в Республику Казахстан;
- получение бесплатно гарантированного объёма медицинской помощи в соответствии с законодательством;
- предоставление государственной адресной помощи, предусмотренной для граждан Республики Казахстан;
- перемещение через границу без взимания таможенных платежей и налогов;
- бесплатный проезд к постоянному месту жительства и провоз имущества (в том числе скота);
- выделение средств для приобретения жилья по месту прибытия и выплаты единовременных пособий.

## Программа переселения репатриантов «Нурлы кош»
Официально квоты и критерии статуса оралмана был утверждены только в 1997 году. В 2009 году президент Нурсултан Назарбаев увеличил количество репатриируемых семей с 15 тыс. до 20 тыс. в год. Правительство заложило в бюджете 17 млрд тенге (около 130 млн долл. США) на поддержку репатриантов.
Максимальное число лиц, которые могут получить этот статус и переселиться в Казахстан, ежегодно определяется президентом страны (с указанием стран, из которых они прибывают, и регионов Казахстана, где они должны поселиться). По данным на сентябрь 2005 года, общее число оралманов, переселившихся в Казахстан с начала 1991 года, составило около 433 тыс. человек, или почти 110 тыс. семей, из них больше половины — после 2000 г.
В настоящее время, эта программа переселения этнических казахов поменяла своё название на «Нұрлы көш». Слово «оралманы» приобретает значение юридического термина, обозначающего тех, кто прибывает по вышеуказанной программе в рамках установленных квот.
Вместе с тем законодательство Казахстана позволяет этническим казахам — гражданам иностранных государств, переселяться самим без помощи государственной программы по переселению соответственно без права на получение каких-либо субсидий или льгот, вместе с тем по прибытии в Казахстан такие оралманы получают гражданство в ускоренные сроки в среднем за три-четыре месяца. Количество таких лиц, переселившихся самостоятельно, больше, чем прибывших по государственной программе, особенно переселяются таким образом граждане из стран СНГ, а также финансово обеспеченные лица.
Несмотря на отсутствие у них свидетельства о присвоении статуса «оралмана», в быту их также могут называть оралманами.
В начале 90-х квота распространялась в основном на Северный Казахстан. Это было сделано для того, чтобы перекрыть огромные эмиграционные потоки, приведшие к значительным потерям населения в северных и центральных регионах.

## Адаптация оралманов
Правительство Казахстана оказывает оралманам необходимую социальную помощь и поддержку. Средства, выделяемые по квоте на каждого человека, составляют 97 тыс. тенге (около 230 долларов). Согласно закону Казахстана «О миграции населения» оралманам выплачивается единовременная материальная помощь. Наряду с этим каждому оралману компенсируются транспортные расходы в размере не более 10 месячных расчётных показателей, то есть порядка 32 000 тенге (около 75 долларов). Для сравнения, в среднем 250 тысяч тенге стоит квадратный метр в квартирах в больших городах.
В стране функционируют 14 центров временного размещения оралманов. С 2008 года начали свою работу центры адаптации и интеграции оралманов в городах Караганда, Шымкент и селе Аксукент Южно-Казахстанской области. Начато строительство типового центра адаптации в городе Актау.
Реализуемые в центрах программы адаптации предусматривают консультирование по правовым вопросам, обучение государственному языку и — по желанию — русскому языку, профессиональную подготовку, переподготовку и повышение квалификации.
Всем оралманам обеспечена доступность медицинского обслуживания, образования и социального обеспечения; они отнесены к одной из целевых групп, в отношении которых применяются меры содействия занятости. Более 66 % оралманов трудоспособного возраста заняты в различных сферах производства, каждый четвёртый занят в сельском хозяйстве.
Для оказания помощи оралманам при областных акиматах (администрациях области) созданы Советы оралманов, которые занимаются изучением и решением вопросов оралманов в новых условиях проживания.
Создана и совершенствуется информационная база данных «Оралман», которая в дальнейшем будет интегрирована в создаваемую единую информационную систему социальной сферы, что позволит оперативно оказывать этническим иммигрантам полный перечень социальных услуг.
В настоящее время в Казахстане осуществляются проекты по решению жилищных вопросов этнических иммигрантов. Так, в городе Шымкенте Южно-Казахстанской области реализуется проект по переселению из Республики Узбекистан около 2 тыс. семей этнических иммигрантов. Для организации их компактного проживания на основе привлечения к строительству самих переселенцев и использования местных строительных материалов ведётся строительство 2 тыс. коттеджей в новом микрорайоне «Асар». В городе Алматы реализуется проект «Байбесик» по возведению 185 домов; в Сарыаркинском районе г. Астаны разработан проект строительства микрорайона «Нурбесик».

### Проблемы адаптации
Оралманы часто сталкиваются с проблемами адаптации на новом месте, в том числе и из-за культурно-языковых различий. До недавнего времени интеграции оралманов из дальнего зарубежья в большой степени препятствовал типичный для них низкий уровень владения русским языком, но к настоящему времени в связи с расширением обязательного использования государственного казахского языка препятствий для интеграции значительно поубавилось.